# François Jacquemont
Pour les articles homonymes, voir Jacquemont.
François Jacquemont est un prêtre janséniste et convulsionnaire français né à Boën en 1757 et mort le 14 juillet 1835 à Saint Médard-en-Forez. 

## Biographie
Quatrième enfant d'une fratrie de onze enfants, il fait son éducation chez les Oratoriens de Montbrison, puis étudie la philosophie chez les Dominicains, avant d'étudier la théologie au séminaire Saint-Irénée, puis Saint-Charles. Brillant étudiant en théologie, il est publiquement distingué par l'archevêque de Lyon, monseigneur de Montazet. Il est augustinien convaincu, mais on ne lui demande pas de signer le Formulaire condamnant le jansénisme avant son ordination. 
Il devient, en 1784, curé de Saint-Médard-en-Forez, petite paroisse rurale. Il s'indigne du traitement réservé aux prêtres appelants, mais on ne lui demande pas de se prononcer contre la Bulle Unigenitus. 
En 1791, il prête le serment à la constitution civile du clergé, mais sans être un fervent révolutionnaire. D'ailleurs il se rétracte en 1794. Devenu alors prêtre réfractaire, il lui est demandé par les vicaires agissant pour le compte de l'évêque émigré monseigneur de Marbeuf de signer le Formulaire. Il refuse, puis propose de le signer en éludant la question du fait d'une façon originale : il veut bien admettre que les cinq propositions sont bien dans l'exemplaire de l'Augustinus remis au pape, ce qui implique une manipulation malhonnête du texte par les Jésuites. 
En 1798, il passe plusieurs mois en prison pour avoir refusé de prêter le serment de haine à la royauté exigé des citoyens. 
Au sujet du concordat de 1801, il prône un ralliement doublé du reproche fait au pape d'outrepasser ses droits en demandant des rétractations au clergé. Il met cependant en avant, pour justifier son acceptation : 
- La nécessité de retrouver une paix religieuse après la Révolution.
- L'absence d'usurpation sur le siège épiscopal lyonnais, puisque Mgr de Marbeuf était déjà évêque avant la Révolution.
- L'impossibilité de la vacance à la tête du diocèse.

Il est alors le chef de file des convulsionnaires « communicants ».
Il refuse cependant catégoriquement de signer le Formulaire, chose qu'on lui demande à nouveau après le concordat. Il est alors remplacé dans sa cure en 1803, alors qu'il avait fait un court voyage, par Joseph Barou nommé par le cardinal Joseph Fesch. 
S'installant dans l'école qu'il avait créée avant la Révolution, il mène alors une vie simple. Une partie de ses paroissiens lui sont restés fidèles. Il assiste à la messe comme un simple paroissien et se consacre à l'étude et à la publication d'ouvrages et à la correspondance avec les groupes jansénistes dans toute la France. Il est notamment en correspondance avec Louis Silvy, janséniste parisien. 

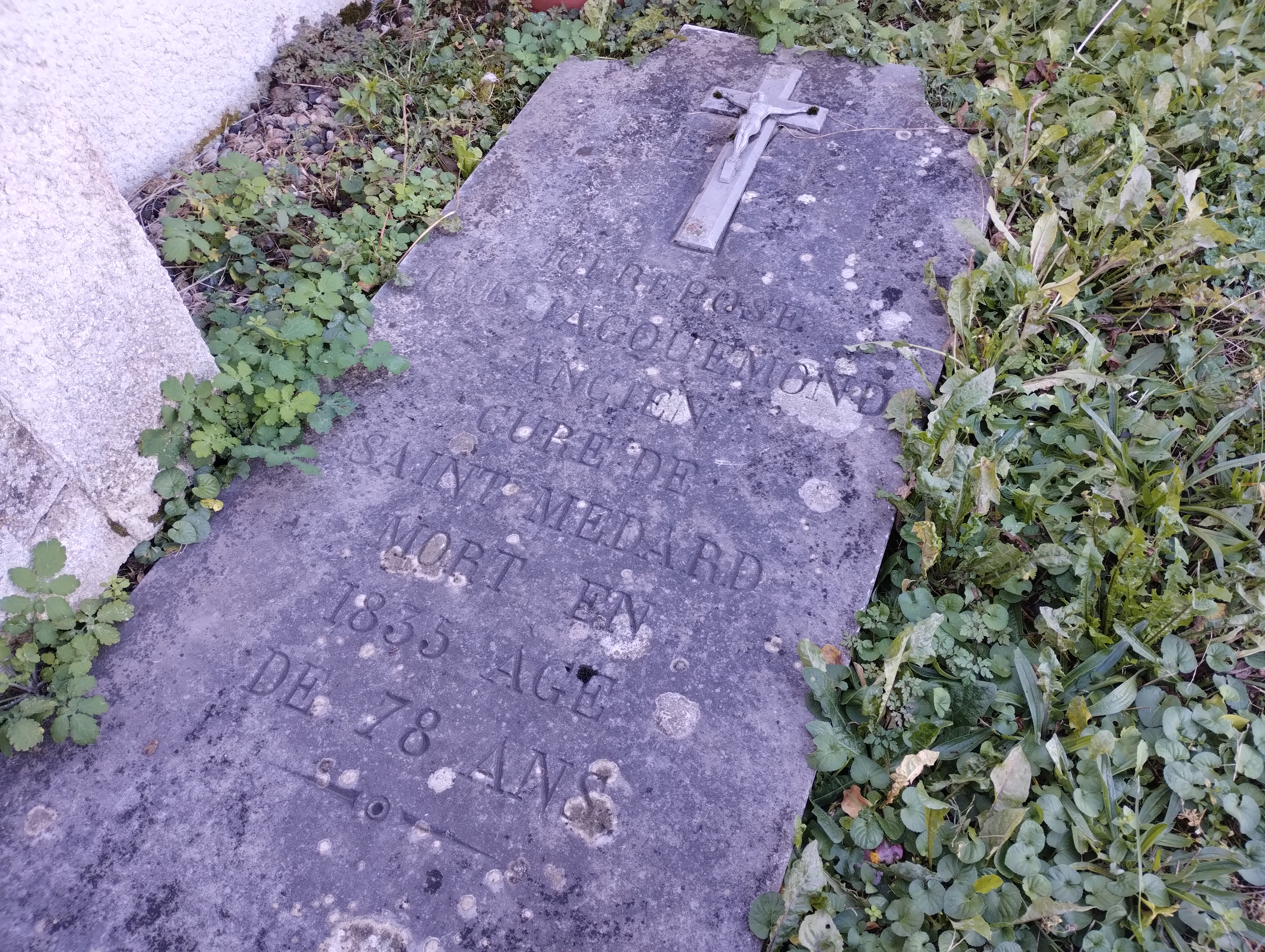
Tombe de l'abbé François Jacquemont, déplacée dans le cimetière communal actuel. Sur la pierre tombale on constatera une faute pour la gravure du nom de famille ("D" en lieu et place de "T")

À sa mort en 1835, les derniers sacrements lui sont refusés par le curé du village et c'est un prêtre ami qui l'administre secrètement. Il ne peut avoir de service religieux, parce que le curé a fait fermer l'église paroissiale.
Sa tombe est toujours visible dans le cimetière de Saint Médard-en-Forez. Selon la mairie, elle serait régulièrement fleurie. 

## Œuvres
- Lettre à Mgr le cardinal Fesch sur la publication du nouveau Catéchisme', Paris, 1813, in-12°
- Mémoire sur les interdits arbitraires et sur le refus public des sacrements et de la sépulture ecclésiastique, Paris, 1815, in-12°.
- Maximes de l'Église gallicane victorieuse des attaques des modernes ultramontains, par un curé de campagne, 1818, 130 p. in-8°.
- Instructions sur les avantages et les vérités de la religion chrétienne, suivies d'une Instruction historique sur les maux qui affligent l'Église, et sur les remèdes que Dieu promet à ces maux, 1793, in-12°.
- Avis aux fidèles sur la conduite qu'ils doivent tenir dans les disputes gui affligent l'Église, in-12°.